# 趙繼勳
趙繼勛（1480年—？），河南汝寧府汝陽縣（今汝南县、平舆县）人，民籍。明朝官员，同進士出身。

## 生平
正德五年（1510年）庚午科河南乡试第七十九名举人，四十四岁于嘉靖二年（1523年）登癸未科会试第305名，廷试三甲208名進士。嘉靖四年（1525年），接替何棟，擔任南直隶常州府宜興縣知縣，升吏部主事。由丁謹接任知縣。

## 家族
曾祖赵宽，监察御史。祖父赵通，天顺元年進士。父赵晟。前母藺氏，母倪氏。永感下。兄继哲；继武，驿丞；弟继簪。